# Amy Acuff
Amy Acuff, née le 14 juillet 1975 à Port Arthur (Texas), est une athlète américaine, pratiquant le saut en hauteur.

## Carrière
Elle a participé quatre fois aux Jeux olympiques d'été et sept fois aux Championnats du monde. Cependant, elle n'a jamais obtenu une médaille internationale, sa meilleure place étant la 4e aux Jeux olympiques de 2004 et aux Championnats du monde en salle en 2001. Sa meilleure performance personnelle est une barre à 2,01 m passée au meeting Weltklasse de Zurich le 15 août 2003. Elle a été 6 fois championne des États-Unis au saut en hauteur (1995, 1997, 2001, 2003, 2005, 2007) et 5 fois championne des États-Unis en salle (2001, 2004, 2007, 2008, 2009).
Amy Acuff est aussi connue pour sa carrière de mannequin. Elle a ainsi posé pour plusieurs magazines comme FHM ou Playboy.

## Palmarès
| Date | Compétition                    | Lieu          | Résultat | Marque  |
| ---- | ------------------------------ | ------------- | -------- | ------- |
| 1992 | Championnats d'Europe juniors  | Séoul         | 9e       | 1,85 m  |
| 1994 | Championnats du monde juniors  | Lisbonne      | 3e       | 1,88 m  |
| 1995 | Championnats du monde          | Göteborg      | 8e       | 1,93 m  |
| 1999 | Championnats du monde          | Séville       | 9e       | 1,93 m  |
| 2000 | Jeux olympiques                | Sydney        | qual.    | 1,80 m  |
| 2001 | Championnats du monde en salle | Lisbonne      | 4e       | 1,96 m  |
| 2001 | Championnats du monde          | Edmonton      | 10e      | 1,90 m  |
| 2001 | Finale mondiale                | Melbourne     | 2e       | 1,96 m  |
| 2003 | Championnats du monde en salle | Birmingham    | 10e      | 1,92 m  |
| 2003 | Championnats du monde          | Paris         | 9e       | 1,90 m  |
| 2004 | Jeux olympiques                | Athènes       | 4e       | 1,99 m  |
| 2004 | Finale mondiale                | Monaco        | 6e       | 1,95 m  |
| 2005 | Championnats du monde          | Helsinki      | 8e       | 1,89 m  |
| 2005 | Golden League                  | Golden League | 1re      | détails |
| 2006 | Championnats du monde en salle | Moscou        | qual.    | 1,90 m  |
| 2006 | Coupe du monde des nations     | Athènes       | 3e       | 1,94 m  |
| 2006 | Finale mondiale                | Stuttgart     | 5e       | 1,94 m  |
| 2006 | DécaNation                     | Paris         | 2e       | 1,87 m  |
| 2007 | Championnats du monde          | Osaka         | 12e      | 1,94 m  |
| 2007 | Finale mondiale                | Stuttgart     | 5e       | 1,94 m  |
| 2008 | Championnats du monde en salle | Valence       | 6e       | 1,95 m  |
| 2008 | Jeux olympiques                | Pékin         | qual.    | 1,89 m  |
| 2009 | Championnats du monde          | Berlin        | 10e      | 1,87 m  |
| 2012 | Jeux olympiques                | Londres       | qual.    | 1,85 m  |
| 2015 | DécaNation                     | Paris         | 5e       | 1,79 m  |

## Records
| Épreuve      | Performance | Lieu              | Date                       |
| ------------ | ----------- | ----------------- | -------------------------- |
| En extérieur | 2,01 m      | Zurich            | 15 août 2003               |
| En salle     | 1,96 m      | New York Lisbonne | 2 février 2001 9 mars 2001 |